# Hanna Solf
Hanna Solf o Johanna Solf, nacida Johanna Susanne Elisabeth Dotti (Neuenhagen, cerca de Berlín, 14 de noviembre de 1887-Starnberg, 4 de noviembre de 1954), fue una activista alemana y miembro de la resistencia alemana al nazismo.

## Biografía
Hanna Solf provenía de la poderosa familia industrial y banquera Dotti. Era la viuda del secretario imperial de las Colonias alemanas y embajador alemán en Japón de la República de Weimar, Wilhelm Solf.
Al morir su esposo en 1936 presidió un grupo de resistencia antinazi en su salón berlinés semejante al Club SeSiSo junto con su hija, la condesa "Lagi" von Ballestrem-Solf. El grupo incluyó a intelectuales, políticos, militares y miembros del servicio exterior. Fueron responsables de esconder y enviar judíos fuera del territorio y mantenían vínculos con otras organizaciones como el Círculo de Kreisau.
El Círculo de Solf comenzó su desintegración al arrestarse la mayoría de sus miembros después de un té en Heidelberg el 10 de septiembre de 1943, en la residencia de Elisabeth von Thadden, llevando a la decadencia de la Abwehr en febrero de 1944.

## El té de Frau Solf y el final de la Abwehr
El incidente que eventualmente dio lugar a la disolución de la Abwehr se conoció como “el té de Frau Solf” y ocurrió el 10 de septiembre de 1943. En un té ofrecido por ella este día participaban entre otros Hannah von Bredow, la nieta de Otto von Bismarck; Albrecht Graf von Bernstorff (1890-1945), Johann Heinrich von Bernstorff, el jesuita Friedrich Erxleben, Nikolaus-Christoph von Halem, Richard Kuenzer y Otto Kiep, oficial del departamento de Estado que debió renunciar a su cargo de cónsul en Nueva York por asistir a un almuerzo en honor de Albert Einstein. Además se admitió a un nuevo miembro en el Círculo, un atractivo joven doctor suizo llamado Paul Reckzeh. Resultó que el Dr. Reckzeh era un agente de la Gestapo, que los delató. 
El Círculo de Solf fue silenciado y tuvieron que huir por sus vidas, pero todos fueron capturados alrededor del 12 de enero de 1944. Ejecutaron a todos los implicados en el Círculo de Solf excepto Frau Solf y su hija, Lagi Gräfin von Ballestrem. 
Uno de esos ejecutados era Otto Kiep, funcionario en la oficina extranjera, que tenía amigos en la Abwehr, entre los que estaban Erich Vermehren y su esposa, Elisabeth von Plettenberg, que habían trabajado como agentes en Estambul. Ambos fueron llamados a Berlín por la Gestapo con respecto al caso de Kiep. Temiendo por sus vidas, entraron en contacto con los británicos y desertaron. En Berlín creyeron equivocadamente que los Vermehren desertaron con los códigos secretos de la Abwehr, dándoselos a los británicos. 
A pesar de los esfuerzos de la Abwehr de culpar a las Schutzstaffel (SS) o aún al Ministerio de Asuntos Exteriores, Hitler había tenido bastante con Wilhelm Canaris. Convocó al jefe de la Abwehr para una entrevista final y lo acusó de permitir que la Abwehr “deserte en pedacitos”. Canaris le dijo discretamante que “no le sorprendía”, pues Alemania perdía ya la guerra. Canaris enfureció a Hitler y el 18 de febrero de 1944, Hitler firmó un decreto que suprimió el Abwehr.
Sus funciones fueron asumidas por la Oficina Central de Seguridad del Reich (RSHA). Esta acción privó a las fuerzas armadas (y a los conspiradores del movimiento antinazi) de un servicio de inteligencia propio y consolidó el control de Heinrich Himmler sobre los generales. 
Canaris fue arrestado el 23 de julio de 1944 como consecuencia del complot del 20 de julio contra Hitler y fue ejecutado poco antes del final de la guerra, junto con Hans Oster, su asistente. Las funciones de la Abwehr fueron absorbidas totalmente por el Sicherheitsdienst, una oficina secundaria del comando de la seguridad de las Schutzstaffel (SS), la RSHA.
Hanna Solf y su hija huyeron a Baviera pero fueron apresadas y enviadas al campo de concentración de Ravensbrück. La mayoría de los miembros fueron interrogados y juzagados por Roland Freisler del Volksgerichtshof, y ejecutados cuando no torturados. Bernstorff fue torturado en Ravensbrück junto con Solf y cuando fueron liberados por el Ejército Rojo el 25 de abril de 1945, había sido ultimado dos días antes por orden de Joachim von Ribbentrop.
Solf y Lagi fueron transferidas a la prisión de Moabit aguardando el juicio que fue demorado gracias al embajador japonés Hiroshi Oshima. Afortunadamente el bombardeo del 3 de febrero acabó con la vida del juez Freisler y con el expediente de las Solf. Ambas fueron liberadas el 23 de abril de 1945 por las fuerzas rusas.
Después de la guerra, testificó en los Juicios de Núremberg y se estableció en Londres. Su hija se reunió con su esposo, el conde Hubert Ballestrem en Berlín.
Solf murió en 1954 y su hija un año después a los cuarenta y seis años, debido a las penurias sufridas en la cárcel.
Desde 2008 una calle de Berlín lleva su nombre: Johanna-Solf-Straße.

## Miembros del Solf-Kreis
- Hanna Solf
- Lagi von Ballestrem
- Elisabeth von Thadden
- Arthur Zarden
- Maria Gräfin von Maltzan
- Otto Kiep
- Isa Vermehren
- Marie-Louise Sarre
- Elisabeth Ruspoli di Poggio Suasa
- Ernst Ludwig Heuss
- Wilhelm Staehle
- Rudolf Pechel
- Hubert Graf von Ballestrem
- Bernhard Lichtenberg
- Ernst von Harnack
- Albrecht Graf von Bernstorff
- Adam von Trott zu Solz
- Richard Kuenzer
- Kurt von Hammerstein-Equord
- Nikolaus Christoph von Halem
- Herbert Mumm von Schwarzenstein
- Karl Ludwig Freiherr von und zu Guttenberg
- Hilger van Scherpenberg
- Friedrich Erxleben